# 爆発加工
爆発加工（ばくはつかこう、explosive working）とは爆発による圧力（衝撃波）や熱を利用する塑性加工方法。

## 特徴・加工種類
加工圧力や温度が高いだけでなく、加工によるストレスや加工硬化が少ないという利点もある。精密加工が可能でチタンなどのように通常の加工方法では難しい材料も加工できる。

### 爆発成形（Explosive forming）
気体や液体中で爆発時の熱や圧力により板材を深絞りしたり、穴あけ、切断など成形加工する。
東野圭吾の小説『ガリレオの苦悩』にこの加工方法が登場する。

### 爆発圧接
爆発時の熱や圧力により材料を圧接させる。鋼とチタンといった材質の異なる金属同士を接合することもできる。

### 爆発合成
爆発時の圧力を直接または爆薬レンズなどを使用して原料に加え、新しい機能を持つ材料の合成、生成を行う。
たとえば多結晶ダイヤモンドを生成する。